# Acetomepregenol
Acetomepregenol (ACM), còn được gọi là mepregenol diacetate và được bán dưới tên thương hiệu Diamol, là một loại thuốc proestin được sử dụng ở Nga để điều trị bệnh phụ khoa và là phương pháp ngừa thai kết hợp với estrogen. Nó cũng đã được nghiên cứu trong điều trị phá thai bị đe dọa.  Nó đã được sử dụng trong thú y là tốt. Nó đã được bán trên thị trường từ ít nhất năm 1981.

## Dược lý
Dựa trên cấu trúc hóa học của nó, cụ thể là thiếu một ketone C3, có khả năng acetomepregenol là một tiền chất của megestrol axetat (chất tương tự 3-keto).

## Hóa học
Acetomepregenol, còn được gọi là megestrol 3β, 17α-diacetate, cũng như 3β-dihydro-6-dehydro-6-methyl-17α-hydroxyprogesterone diacetate hoặc như 3β, 17α-diacetoxy-6-methyl -one, là một steroid tổng hợp pregnane và là một dẫn xuất của progesterone và 17α-hydroxyprogesterone. Nó rất gần với cấu trúc megestrol axetat (6-dehydro-6-methyl-17α-acetoxyprogesterone), ngoại trừ có một nhóm hydroxyl với este acetate được gắn ở vị trí C3 thay vì ketone.    Một loại thuốc liên quan chặt chẽ là cymegesolate (còn được gọi là megestrol 3β-cypionate 17α-acetate), ngược lại, chưa được bán trên thị trường.